# Gräsören, Harjumaa

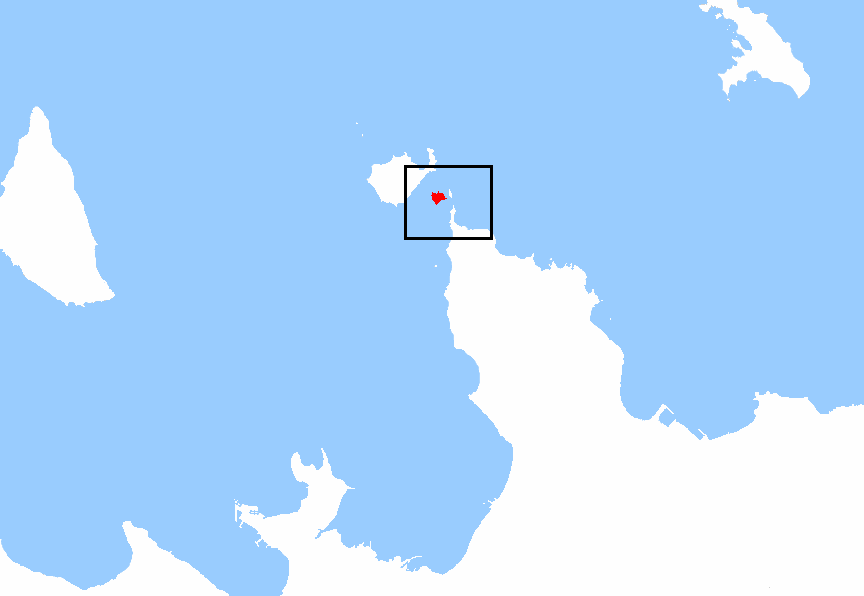
Gräsörens läge norr om Viimsi poolsaar och söder om Ulfsö.

Gräsören (även Gräsö, estniska: Kräsuli) är en ö i Finska viken som tillhör Estland. Den ligger i Harjumaa, i den nordvästra delen av landet, 15 km norr om huvudstaden Tallinn. Strax norr om ön ligger Ulfsö, österut ligger det lilla skäret Kummelskär och söderut ligger halvön Viimsi poolsaar och dess nordliga udde Rohuneem.
Klimatet i området är tempererat. Årsmedeltemperaturen i trakten är 5 °C. Den varmaste månaden är augusti, då medeltemperaturen är 17 °C, och den kallaste är februari, med −2 °C.